# Pasquale Buonarota
Pasquale Buonarota (Venaria Reale, 3 novembre 1966) è un attore e regista teatrale italiano.

## Biografia
Attore e regista teatrale, Pasquale Buonarota è noto per il sodalizio artistico che lo accomuna al collega Alessandro Pisci, insieme al quale ha fondato il progetto "Favole filosofiche"; membro della Fondazione Teatro Ragazzi e Giovani Onlus di Torino, con la quale porta in scena spettacoli teatrali rivolti alle nuove generazioni. Tra i testi per l'infanzia ideati e interpretati con Alessandro Pisci tra i tanti si ricordano Il Re pescatore, Hansel & Gretel dei fratelli Merendoni e Favolosofia n°1/2/3.
Dal 1994 Buonarota & Pisci sono i protagonisti dello spettacolo Pigiami, rappresentato in varie nazioni, fra cui Francia, Regno Unito e Stati Uniti d'America. Lo spettacolo, nato all'inizio degli anni ottanta, ha avuto oltre duemila repliche e ha vinto diversi riconoscimenti, fra cui il premio teatrale del Giffoni Film Festival nel 2003. Buonarota ha preso parte anche a spettacoli rivolti ad un pubblico adulto come "Questa sera si recita a soggetto", "Glengarry Glen Ross" e la trasposizione teatrale di "Un anno con tredici lune".
Mette in scena in qualità di regista le seguenti Opere Liriche: Don Giovanni di W.A.Mozart, L'italiana in Algeri di Rossini, La Norma di Bellini, Cenerentola di Rossini, La serva padrona di Pergolesi e Rita di Donizetti. Coordina l'aspetto artistico di eventi e spettacoli dedicati al teatro e alla lirica giovane: è infatti autore e regista de The Gershwin Love , spettacolo musicale, de Impresa Rossini, spettacolo lirico, così come regista del recital lirico Floria Tosca dall'opera di Puccini e il dramma di Sardou e autore, regista e interprete de Il flauto magico, con D. Mingolla.